# Анажас

Анажас на карте штата.

Анажас (порт. Anajás) — муниципалитет в Бразилии, входит в штат Пара. Составная часть мезорегиона Маражо. Входит в экономико-статистический микрорегион Фурус-ди-Бревис. Население составляет 24 759 человек на 2010 год. Занимает площадь 6912,527 км². Плотность населения — 3,58 чел./км².

## Демография
Согласно сведениям, собранным в ходе переписи 2010 г. Национальным институтом географии и статистики (IBGE), население муниципалитета составляет:
| Полное население                               | Полное население                               | Полное население                               | Полное население                               | 24 759 |
| ---------------------------------------------- | ---------------------------------------------- | ---------------------------------------------- | ---------------------------------------------- | ------ |
| в том числе:                                   | Городское население                            | 9494                                           | Процент городского населения, %                | 38,35  |
|                                                | Сельское население                             | 15 265                                         | Процент сельского населения, %                 | 61,65  |
|                                                | Мужское население                              | 12 957                                         | Процент мужского населения, %                  | 52,33  |
|                                                | Женское население                              | 11 802                                         | Процент женского населения, %                  | 47,67  |
| Плотность населения, чел/км²                   | Плотность населения, чел/км²                   | Плотность населения, чел/км²                   | Плотность населения, чел/км²                   | 3,58   |
| Население муниципалитета в % к населению штата | Население муниципалитета в % к населению штата | Население муниципалитета в % к населению штата | Население муниципалитета в % к населению штата | 0,33   |

По данным оценки 2015 года население муниципалитета составляет 27 540 жителей.

## Статистика
- Валовой внутренний продукт на 2003 год составляет 39 067 158,00 реалов (данные: Бразильский институт географии и статистики).
- Валовой внутренний продукт на душу населения на 2003 год составляет 1959,43 реалов (данные: Бразильский институт географии и статистики).
- Индекс развития человеческого потенциала на 2000 год составляет 0,595 (данные: Программа развития ООН).

## Важнейшие населенные пункты
| № | Населённый пункт | Населённый пункт (порт.) | Категория | Население чел. (2010) | На карте                       |
| - | ---------------- | ------------------------ | --------- | --------------------- | ------------------------------ |
| 1 | Анажас           | Anajás                   | город     | 9494                  | 0°59′07″ ю. ш. 49°56′18″ з. д. |